# سوکولتش
سوکولتش (به لاتین: Sokoleč) یک منطقهٔ مسکونی در جمهوری چک است که در ناحیه نیمبورک واقع شده‌است. سوکولتش ۶٫۷۲ کیلومتر مربع مساحت و ۸۸۳ نفر جمعیت دارد و ۱۹۲ متر بالاتر از سطح دریا واقع شده‌است.